# Kitchen Sink Press
Kitchen Sink Press war ein Comicverlag, der 1970 von Denis Kitchen gegründet wurde. Kitchen Sink Press war ein wegweisender Verlag für Underground-Comics und für zahlreiche Neuauflagen klassischer Comics in Hardcover- und Softcover-Formaten verantwortlich. Eines ihrer bekanntesten Produkte war der erste vollständige Nachdruck von The Spirit von Will Eisner. Das Unternehmen wurde 1999 geschlossen.

## Geschichte

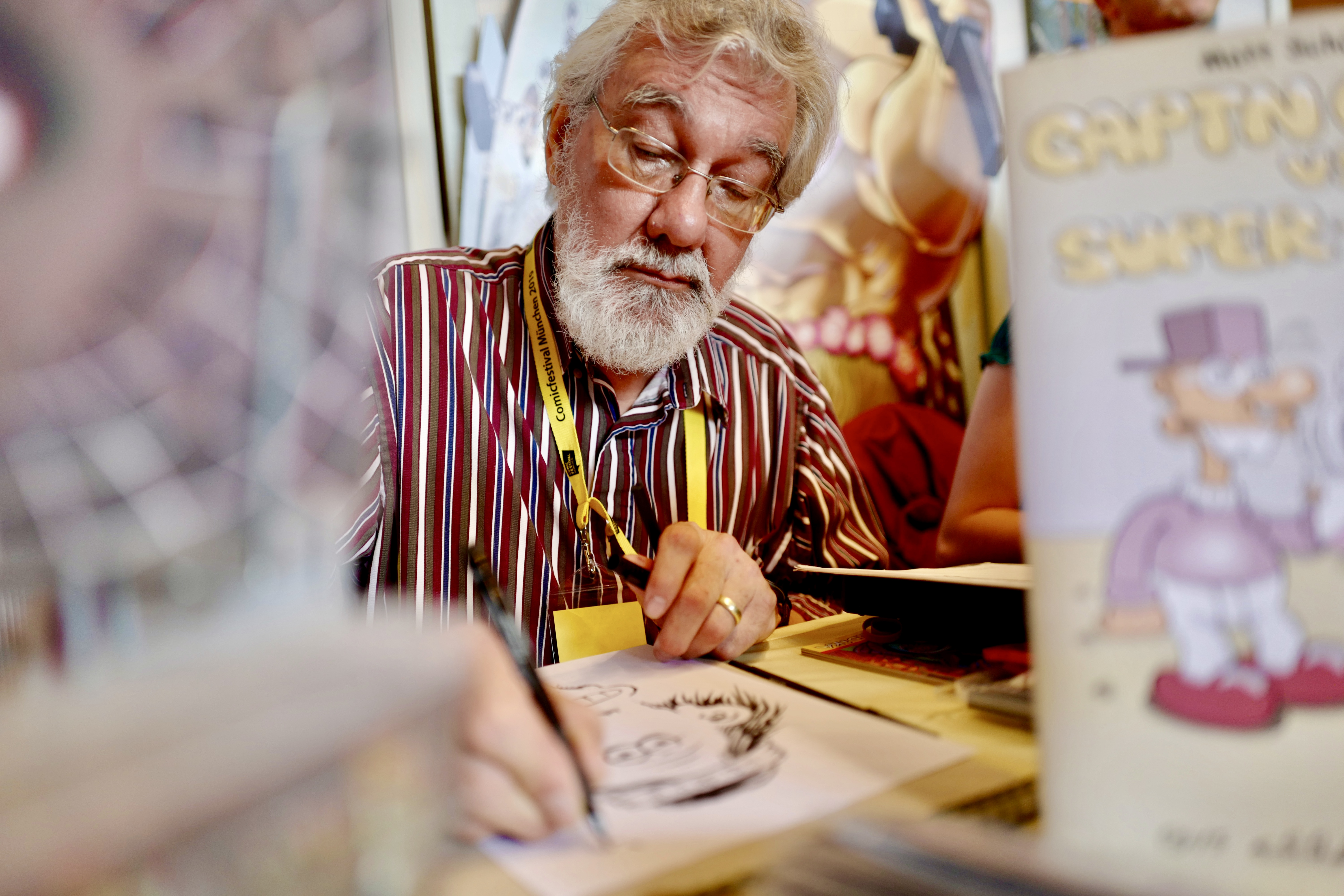
Denis Kitchen (2019) auf der Comic Con München am U-Comix-Stand

1969 beschloss der aus Milwaukee stammende Künstler Denis Kitchen, seine Comics und Cartoons in der Zeitschrift Mom's Homemade Comics zu veröffentlichen, die von den Underground-Comix-Titeln Bijou Funnies und Zap Comix inspiriert waren. Durch den Verkauf von über 4.000 Exemplaren motiviert, gründete er 1970 den Verlag Kitchen Sink Press.
1994 wurde das Unternehmen an eine in Los Angeles ansässige Investmentgruppe verkauft. Der Medienunternehmer Fred Seibert hat eine Gruppe von Kleininvestoren zusammengestellt, um zu versuchen, das Schicksal des Unternehmens im Jahr 1997 abzuwehren. Nachdem die Expansion in andere Unterhaltungs- und Merchandising-Bereiche gescheitert war, löste sich Kitchen Sink Press 1999 auf.
Im Jahr 2013 gab Dark Horse Comics bekannt, ein Joint-Venture-Unternehmen namens Kitchen Sink Books gegründet zu haben, mit Schwerpunkt auf großformatigen, illustrierten Kunstbüchern, archivierten Nachdrucksammlungen und originalen Graphic Novels.
Das gesamte Archiv der Kitchen Sink Press wird seit 2013 an der Columbia University’s Rare Book & Manuscript Library aufbewahrt.

## Veröffentlichungen (Auswahl)

### Originalveröffentlichungen

#### 1960–1970
- Bijou Funnies
- Bizarre Sex[7]
- Comix Book
- Death Rattle
- Deep 3D Comix
- Don Dohler's ProJunior
- Dope Comix[8]
- Home Grown Funnies
- Hungry Chuck Biscuits Comics and Stories
- Mom's Homemade Comics
- Smile
- SnarfSnarf
- Teen-Age Horizons of Shangrila

#### 1980
- BLAB!
- Border Worlds
- Death Rattle
- Gay Comix
- Denizens of Deep City
- Kings in Disguise
- Megaton Man
- Melody
- Omaha the Cat Dancer
- Steven
- Will Eisner's Quarterly
- Xenozoic Tales

#### 1990
- Black Hole
- Cherry
- The Crow
- Death Rattle
- From Hell
- Grateful Dead Comix
- Illegal Alien
- Life on Another Planet
- The Spirit: The New Adventures
- Twisted Sisters

### Nachdrucke
- Alley Oop (1990–1995)
- Armed and Dangerous
- Flash Gordon
- Krazy Kat
- Li’l Abner
- Nancy
- Nard n' Pat
- Phoebe & the Pigeon People
- The Spirit[9]
- Steve Canyon[10]
- The Yellow Kid
- Zot!

## Autoren
- Doug Allen
- Simon Bisley
- Eddie Campbell
- Al Capp
- Matt Coyle
- Robert Crumb
- Howard Cruse
- Robert Triptow
- Kim Deitch
- Will Elder
- Will Eisner
- Neil Gaiman
- Don Glassford
- Justin Green
- Denis Kitchen
- Harvey Kurtzman
- Carol Lay
- Jay Lynch
- Joe Matt
- Scott McCloud
- Dave McKean
- Jim Mitchell
- Alan Moore
- James O’Barr
- Wendel Pugh
- Trina Robbins
- Mark Schultz
- Art Spiegelman
- Reed Waller
- Bruce Walthers
- S. Clay Wilson
- Kate Worley
- Catherine Yronwode